# スピニッヂ・パワー
スピニッヂ・パワーは1978年 - 1981年頃まで存在したバンド。所属事務所はビーイング。

## 概要
メンバーは大変流動的で固定されたことがバンドの歴史上確認できない。それゆえに「ビーイング的な手法の走り」とも言われる。キングレコードの洋楽レーベル「セブン・シーズ」からレコードが発売されたが、それはデビュー・シングル「ポパイ・ザ・セーラーマン」が同レーベルから発売された「ディスコお富さん」に続く企画として製作された事情からであった。尚、バンド名も「ほうれん草の力」であり、ほうれん草を食べてパワーアップするポパイに由来する。当時流行っていたディスコミュージック的な音楽を行っていたと音楽誌には紹介されることも多いが、現存するデモテープを聴く限り、そのジャンルの曲は半分ぐらいしかない。「ホット・サマー・レイン」の頃から、バンド内中心人物は固定され、寺西修一（後の氷室京介）がメインボーカルとしてメンバーとなり、テレビや雑誌に出るなどプロモーションにも注力するがヒットするに至らず、メンバーと事務所間との協議の末、解散となった。
織田哲郎が楽曲のほとんどの作曲も手がけた。3代目ボーカリストは後にBOØWYのボーカリストとなる氷室京介。ドラマーの木村マモルは後にBOØWYの初代ドラマーとなる。氷室は無理やり織田の後釜としてスピニッヂ・パワーに入れられたと言われるが、ボーカリストとして織田の存在は強く意識したと言う。
シングル「ポパイ・ザ・セーラーマン」のライナー・ノーツによるとアメリカのスタジオ・ミュージシャンが演奏していることになっているが、実際には日本人によるバンドである。

## ディスコグラフィ

### シングル
1. POPEYE THE SAILORMAN（1978年9月5日）
c/w オリーブとブルートの競走曲
『ポパイ』がモチーフ。西濱哲男がメインボーカル。オリコン最高位21位。織田哲郎や村田有美がコーラスとして参加し、妹尾隆一郎もハーモニカで参加している。「3､2､1､0｣というセリフから始まるディスコ・ソングである。
月光恵亮が長戸大幸に「ポパイ」を紹介したのが曲を作るきっかけになった。
2. BATMAN（1978年12月5日）
c/w WANTING YOU,NEEDING YOU
『バットマン』がモチーフ。歌詞は「BATMAN」を繰り返すというものである。
3. FUNKY DISCO PRINCESS（1979年1月21日）
c/w DON'T STOP LOVIN'
亜蘭知子が作詞。織田哲郎がメインボーカル。オリコン最高位86位。
4. HEY SWEETCAROLINE（1979年2月21日）
c/w LEAVE ALONE TONIGHT
織田哲郎が作詞・作曲とメインボーカルを担当。オリコン最高位100位。
5. RIDEON（1979年6月5日）
c/w ダンスに夢中(I was Made for Dancin')
織田哲郎がEddyBlues名義で亜蘭知子と作詞。B面曲はレイフ・ギャレットのカバーで、日本語の歌詞である。
6. BORO BORO BORO（1979年10月5日）
c/w SUGAR&SPICE
ボーカルは織田哲郎、コーラスは森下詩音、作詞はビーイングの総帥である長戸大幸。この曲から日本語の歌詞となる。歌詞は当時の日本でのヒット曲の曲名を繋ぎ合わせたものである（後のMi-Keの『想い出の九十九里浜』（この曲も長戸大幸の作詞）と似たコンセプトである）。
7. HOT SUMMER RAIN（1980年9月5日）
c/w MOVIE THEATER
寺西修一（後の氷室京介）がメインボーカルをとっている。この曲でTV出演もした。TVに出演した際に寺西が司会者とトークをし、ポパイ・ザ・セーラーマンの｢3,2,1,0｣の部分のまねをした。

### アルバム
1. GREATEST POWER/POPEYE THE SAILOWMAN（1979年1月21日）
  - FUNKY DISCO PRINCESS/HEY SWEET CAROLINE/POPEYE THE SAILOWMAN/EVERGREEN TREES/OLIVE/BATMAN/DON'T STOP LOVIN'/WANTING YOU,NEEDING YOU/CANDY LOVE/LEAVE ALONE TONIGHT
2. RUN AWAY TRIP（1979年12月21日）
  - RUN AWAY TRIP/OH MAKE HER/POKER FACE/BOHEMIAN DREAM/HAZEL/RIDE ON/SUGAR&SPICE/PUSSY CAT/SECRET MEMORY/BORO BORO BORO
3. IN & OUT（1980年9月21日）
  - MOVIE THEATER/HOT SUMMER RAIN/NO,NO,NOT SATISFY/IT'S ALLRIGHT/STYLE/INTERVIEW/BOKU TO DANCE O/TELEPHONE/MAGAZINE&RADIO/BUSINESSMAN/KAGAMI

## 在籍メンバー
- 西濱哲男[1] - 第一期のボーカリスト。トランザムの元リードボーカル。
- 織田哲郎 - 第二期のボーカリスト。参加の場合は、作詞、作曲も担当。
- 寺西修一[2] - 第三期のボーカリスト。
- 野村哲也[3] - ギタリスト。結成時から第三期にかけてのメンバーであり、リーダー。ホットサマーレインでは作曲を担当。
- 中路晋 - 第三期のギタリスト。サイドギターを担当。
- 森下詩音[4] - 第三期のギタリスト。アコースティックギターを担当。
- 田辺モット - 1978年から活動したベーシスト。
- 春山信吾[5] - 第三期のベーシスト。白井貴子&クレイジーボーイズ等を経て、氷室京介やTM NETWORKのサポートとして活躍。2022年死去[6]。
- 木村マモル[7] - 第三期のドラマー。後に寺西と共にBOØWY結成に参加し初代ドラムスを担当。